# Mors dag
 For alternative betydninger, se Mors dag (flertydig). (Se også artikler, som begynder med Mors dag)
Mors dag afholdes i Danmark den anden søndag i maj. Dagen blev opfundet i USA i 1872 af den amerikanske forfatter og kvindevalgretsforkæmper Julia Ward Howe (1819-1910). Oprindeligt var tanken at dagen også skulle være en dag for fred. Anna Jarvis (1864-1948) fik udbredt kendskabet til dagen, i første omgang for at ære sin egen mor (moderen Anna Marie Reeves Jarvis arbejdede bl.a. for at forbedre de sanitære forhold og mindske børnedødeligheden), men efterhånden også for generelt at ære alle mødres arbejde. Hun fik indført, at dagen skulle afholdes den anden søndag i maj, og skikken bredte sig hurtigt. Dagen er blevet holdt i hævd som en officiel helligdag i USA siden 1914.

## Historie
Før Julia Ward Howe opfandt mors dag i USA fandtes der en gammel tradition i Storbritannien med en lidt anden udgave af mors dag. Siden 1600-tallet har børn og unge hver fjerde søndag i fasten traditionelt fået fri fra tjenestestedet for at besøge deres mother church, hvilket normalt var en større kirke eller katedral i området. Dagen blev kaldt Mothering Sunday og var ofte den eneste dag om året hele familier kunne være sammen. I Nordengland og Skotland blev dagen kaldt Carling Sunday, da en speciel slags pandekager (carlings) normalt blev serveret. Andre traditionelle lækkerier blev serveret andre steder i landet på dagen – f.eks. en plumkage med rosiner og frugt eller sød og krydret hvedegrød kogt på sødmælk.
Mothering Sunday var dog ved langsomt at dø ud, da dagen blev genoplivet med inspiration fra den nye amerikanske tradition. Dagens afholdes stadig den fjerde søndag i fasten, men kaldes nu Mothers Day og er nu dedikeret mødre ligesom den amerikanske variant.
Anna Jarvis forsøgte at introducere den hvide nellike som symbol på mors dag. Nelliken skulle symbolisere mødrenes dyder: renhed, trofasthed, ærbarhed, barmhjertighed, kærlighed og skønhed. Ideen blev videreudviklet, så folk med levende mødre bar røde nelliker, mens folk, hvis mødre var døde bar hvide nelliker. Traditionen var ikke tiltænkt at være kommerciel, men da nelliken blev symbol på mors dag fik blomsterhandlende en fremtrædende rolle i traditionen omkring mors dag.
Mors dag i Danmark
Mors dag kom til Danmark i 1910, da baptistmenigheden i Rønne inviterede til fejring af "Moders Dag". 400 mennesker deltog i fejringen i Rønne. 
I 1929 krydrede rigsdagsbetjent Christian Svenningsen (1896 – 1979) traditionen med sin egen ide til arrangementer indenfor foreningen De Allieredes Danske Vaabenfæller til pengeindsamling til fordel for krigsenker og mødre, der havde mistet en søn. Han havde kæmpet som soldat i USA's hær under 1. verdenskrig og hørte da om den nye tradition fra soldaterkameraterne. Senere gik pengene til Mødrehjælpen. 
Ud over blomsterhandlernes udbud af mors dag-buketter og kort produceres der i Danmark også hos porcelænsfabrikken Bing og Grøndahl siden 1969 mors dag-platter beregnet til samlere.

## Datoer for mors dag i andre lande
| Dato                                          | Land |
| --------------------------------------------- | --- |
| 2. søndag i februar                           | Norge |
| 30. dag i måneden Schewat (normalt i februar) | Israel |
| 4. fastesøndag                                | Storbritannien, Irland |
| 8. marts                                      | Albanien, Bulgarien, Rumænien, Moldova |
| 21. marts                                     | Palæstina, Syrien, Jordan |
| 1. forårsdag                                  | Libanon |
| 1. søndag i maj                               | Ungarn, Portugal, Sydafrika, Spanien, Litauen |
| 10. maj                                       | Størstedelen af Sydamerika og Mexico, Bahrain, Hong Kong, Indien, Malaysia, Oman, Pakistan, Qatar, Saudi-Arabien, Singapore, Forenede Arabiske Emirater                                                                                |
| 2. søndag i maj                               | Australien, Belgien, Brasilien, Canada, Colombia, Danmark, Finland, Estland, Grønland, Island, Italien, Japan, Nederlandene(Holland), New Zealand, Østrig, Schweiz, Taiwan, Tjekkiet, Tyskland, Tyrkiet, USA, Luxembourg, Filippinerne |
| 26. maj                                       | Polen |
| Sidste søndag i maj                           | Frankrig, Sverige |
| 12. august                                    | Thailand (Dronning Sirikits fødselsdag) |
| 15. august                                    | Antwerpen (Belgien), Costa Rica |
| 2. søndag i oktober                           | Argentina |
| 14. oktober                                   | Rusland, Hviderusland |